# ユー・エス産業
ユー・エス産業株式会社（US INDUSTRIAL CORPORATION）は、大阪府大阪市に本社を置く、アーケードゲームの開発・製造・販売などを手掛ける企業。

## 概要
1983年に電子機器のレンタルを手掛ける企業として設立。その後はゲームセンター事業や玩具店事業などに進出。1998年に当社初のプライズゲーム機となるサブマリンキャッチャーでアーケードゲームに進出し、ロブスターが取れるクレーンゲームとして注目を集めた。その後は事業をアーケードゲーム中心にシフトしており、設立当初の事業であった玩具店事業や国内におけるゲームセンター事業からは撤退している。
2018年1月に、福岡県久留米市に本社を置き、アーケードゲームの修理・レンタル、九州内で「マンガ倉庫」の店舗運営などを手がけている株式会社ファイブの完全子会社となる。代表取締役社長にはファイブ代表取締役社長である吉富洋一が就任し、創業時からの代表取締役社長であった森莞爾は社長を退任し、相談役に就任した。

## 沿革
- 1983年
  - 4月 - 電子機器のレンタルを手掛ける企業として設立。
  - 9月 - ゲームセンター事業に進出。
- 1985年9月 - 玩具店事業に進出。
- 1986年4月 - 日用雑貨やUFOキャッチャー用のぬいぐるみの輸入販売を開始。
- 1998年12月 - 当社初のプライズゲーム機となる「サブマリンキャッチャー」を発売。
- 2002年4月 - 本社を大阪市大正区へ移転。
- 2010年12月 - 当社初のバスケットボールゲームとなる「エキサイティングバスケット」発売。
- 2011年4月 - カンボジアにゲームセンターとカラオケ店を開業。
- 2018年1月 - 株式会社ファイブの完全子会社となる。

## 主な製品

### プライズゲーム
- サブマリンキャッチャー - 別名「伊勢エビキャッチャー」。
- ファンタジーワールド
- ジュエル2
- らくチャレシリーズ
- ミニショップ
- ファンタジーアイス

### その他のアーケードマシン
- セブンモール - モグラ叩きゲーム。
- エキサイティングバスケット
- オールスターバスケットボール - NBAからライセンスを受けて発売している。